# Lispe leucospila
Lispe leucospila är en tvåvingeart som först beskrevs av Christian Rudolph Wilhelm Wiedemann 1830.  Lispe leucospila ingår i släktet Lispe och familjen husflugor. Inga underarter finns listade i Catalogue of Life.